# Jean-Claude Ernwein
Jean-Claude Ernwein (né le 19 mai 1937 à Pfaffenhoffen et mort le 5 novembre 2014) est un athlète français, spécialiste du lancer du poids. Il a effectué son service militaire au Bataillon de Joinville (GSIJ, Groupement sportif interarmées de Joinville).

## Biographie
Il est sacré champion de France du lancer du poids en 1962 à Colombes, avec la marque de 16,70 m. La plaque d'une allée conduisant au stade de Pfaffenhoffen porte son nom et mentionne ce titre national. 
Son record personnel au lancer du poids est de 17,24 m (1965). 

## Carrière sportive

### Sélections internationales

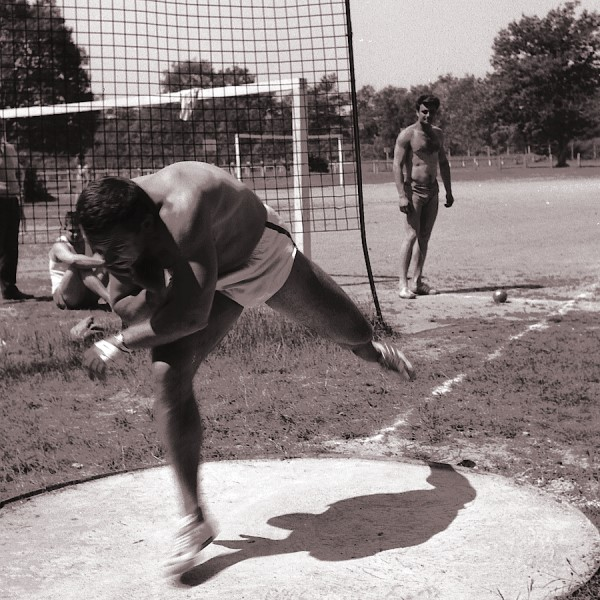

| Sélections internationales | Sélections internationales  | Sélections internationales | Sélections internationales | Sélections internationales | Sélections internationales | Sélections internationales | Sélections internationales | Sélections internationales |
| Année                      | Compétition                 | Catégorie                  | Épreuve                    | Place                      | Performance                | Date                       | Lieu                       | Remarque                   |
| -------------------------- | --------------------------- | -------------------------- | -------------------------- | -------------------------- | -------------------------- | -------------------------- | -------------------------- | -------------------------- |
| 1966                       | Allemagne fédérale - France | Senior                     | Poids                      | 4e                         | 17,00 m                    | 9-juil.                    | Berlin                     |                            |
|                            | Espagne - France            | Senior                     | Poids                      | 3e                         | 16,16 m                    | 26-févr.                   | Madrid                     |                            |
| 1965                       | France - URSS               | Senior                     | Poids                      | 4e                         | 16,54 m                    | 2-oct.                     | Colombes Yves du Manoir    |                            |
|                            | France - Tchécoslovaquie    | Senior                     | Poids                      | 4e                         | 16,88 m                    | 3-sept.                    | Paris Charléty             |                            |
|                            | Suisse - France             | Senior                     | Poids                      | 3e                         | 16,76 m                    | 14-août                    | La Chaux-de-Fonds          |                            |
|                            | France - Benelux            | Senior                     | Poids                      | 2e                         | 16,69 m                    | 10-juil.                   | Paris Charléty             |                            |
| 1964                       | Grande Bretagne - France    | Senior                     | Poids                      | 4e                         | 16,35 m                    | 11-sept.                   | Londres                    |                            |
|                            | Benelux - France            | Senior                     | Poids                      | 3e                         | 16,19 m                    | 29-août                    | Bruxelles                  |                            |
|                            | France - Autriche           | Senior                     | Poids                      | 1er                        | 15,99 m                    | 22-août                    | Thonon-les-Bains           |                            |
|                            | France - Italie             | Senior                     | Poids                      | 3e                         | 16,26 m                    | 18-juil.                   | Annecy                     |                            |
| 1963                       | Jeux Méditerranéens         | Senior                     | Poids                      | 5e                         | 16,40 m                    | 27-sept.                   | Naples                     |                            |
|                            | France - Portugal           | Senior                     | Poids                      | 2e                         | 15,81 m                    | 24-août                    | Viry-Châtillon             |                            |
|                            | France - Belgique           | Senior                     | Poids                      | 1er                        | 16,37 m                    | 21-juil.                   | Forbach                    |                            |
|                            | Jeux de l'Amitié            | Senior                     | Poids                      | 2e                         | 15,77 m                    | 16-avr.                    | Dakar                      |                            |
|                            | France - Allemagne fédérale | Senior                     | Poids                      | 3e                         | 16,52 m                    | 30-mars                    | Lyon                       |                            |
| 1962                       | France - Allemagne fédérale | Senior                     | Poids                      | 3e                         | 17,03 m                    | 29-sept.                   | Colombes Yves du Manoir    |                            |
|                            | Championnats d'Europe       | Senior                     | Poids                      |                            | 16,82 m                    | 12-sept.                   | Belgrade                   | En qualifications          |
|                            | Finlande - France           | Senior                     | Poids                      | 2e                         | 17,05 m                    | 2-sept.                    | Helsinki                   |                            |
|                            | France - Suisse             | Senior                     | Poids                      | 2e                         | 16,61 m                    | 25-août                    | Thonon-les-Bains           |                            |
|                            | Belgique - France           | Senior                     | Poids                      | 1er                        | 17,03 m                    | 21-juil.                   | Bruxelles                  |                            |
| 1961                       | Autriche - France           | Senior                     | Poids                      | 1er                        | 16,56 m                    | 9-sept.                    | Klagenfurt                 |                            |
| 1960                       | Belgique - France           | Senior                     | Poids                      | 3e                         | 15,16 m                    | 19-juin                    | Anvers                     |                            |

### Championnats de France

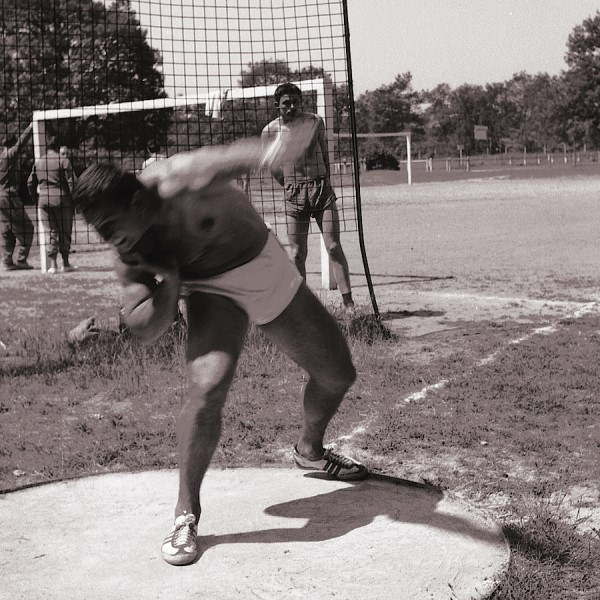

| Participations aux Championnats de France | Participations aux Championnats de France | Participations aux Championnats de France | Participations aux Championnats de France | Participations aux Championnats de France | Participations aux Championnats de France | Participations aux Championnats de France | Participations aux Championnats de France |
| Année                                     | Catégorie                                 | Epreuve                                   | Place                                     | Performance                               | Date                                      | Lieu                                      | Remarque                                  |
| ----------------------------------------- | ----------------------------------------- | ----------------------------------------- | ----------------------------------------- | ----------------------------------------- | ----------------------------------------- | ----------------------------------------- | ----------------------------------------- |
| 1962                                      | Senior                                    | Poids                                     | 1er                                       | 16,70 m                                   | 28-juil.                                  | Colombes Yves du Manoir                   |                                           |
| 1963                                      | Senior                                    | Poids                                     | 3e                                        | 15,94 m                                   | 27-juil.                                  | Colombes Yves du Manoir                   |                                           |
| 1964                                      | Senior                                    | Poids                                     | 3e                                        | 16,51 m                                   | 24-juil.                                  | Colombes Yves du Manoir                   |                                           |
| 1965                                      | Senior                                    | Poids                                     | 2e                                        | 17,15 m                                   | 24-juil.                                  | Colombes Yves du Manoir                   |                                           |
| 1966                                      | Senior                                    | Poids                                     | 4e                                        | 16,63 m                                   | 23-juil.                                  | Colombes Yves du Manoir                   |                                           |

### Bilans nationaux français

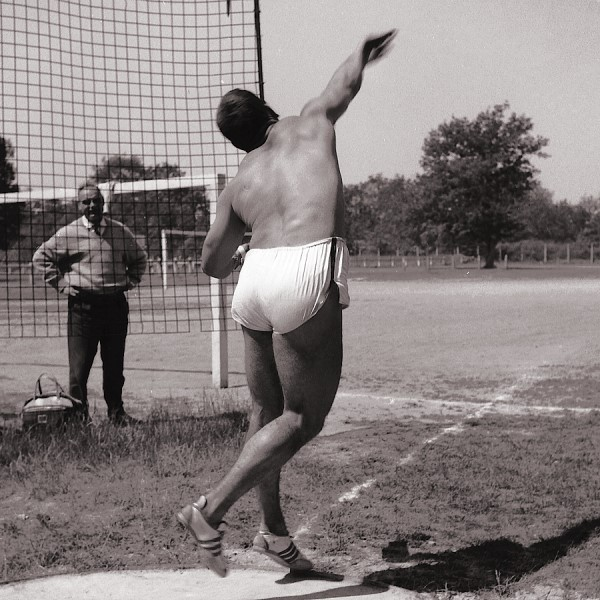

| Classement national | Classement national | Classement national | Classement national | Classement national | Classement national | Classement national | Classement national |
| Année               | Catégorie           | Epreuve             | Rang                | Performance         | Date                | Lieu                | Remarque            |
| ------------------- | ------------------- | ------------------- | ------------------- | ------------------- | ------------------- | ------------------- | ------------------- |
| 1958                | Senior              | Poids               | 10e                 | 14,58 m             | 14-sept.            | Pfortzheim          |                     |
| 1960                | Senior              | Poids               | 6e                  | 15,96 m             | 6-mai               | Selestat            |                     |
| 1961                | Senior              | Poids               | 3e                  | 16,56 m             | 10-sept.            | Klagenfurt          |                     |
| 1962                | Senior              | Poids               | 2e                  | 17,21 m             | 23-sept.            | Lille               | MP                  |
| 1963                | Senior              | Poids               | 3e                  | 16,79 m             | 8-sept.             | Troyes              |                     |
| 1964                | Senior              | Poids               | 3e                  | 17,14 m             | 20-juin             | Sochaux             |                     |
| 1965                | Senior              | Poids               | 2e                  | 17,24 m             | 26-sept.            | Valence             |                     |
| 1966                | Senior              | Poids               | 4e                  | 17,00 m             | 10-juil.            | Berlin              |                     |
| 1967                | Senior              | Poids               | 10e                 | 16,11 m             | 7-mai               | Ludwigshafen        |                     |

### Meilleures performances
| Meilleures performances personnelles | Meilleures performances personnelles | Meilleures performances personnelles | Meilleures performances personnelles | Meilleures performances personnelles | Meilleures performances personnelles | Meilleures performances personnelles | Meilleures performances personnelles |
| Année                                | Club                                 | Catégorie                            | Epreuve                              | Performance                          | Date                                 | Lieu                                 | Remarque                             |
| ------------------------------------ | ------------------------------------ | ------------------------------------ | ------------------------------------ | ------------------------------------ | ------------------------------------ | ------------------------------------ | ------------------------------------ |
| 1965                                 | As Montferrand                       | Senior                               | Poids                                | 17,24 m                              | 26-sept.                             | Valence                              |                                      |
| 1962                                 | As Strasbourg                        | Senior                               | Disque                               | 44,64 m                              | 20-mai                               | Nancy                                |                                      |
| 1964                                 | As Montferrand                       | Senior                               | Marteau                              | 45,03 m                              | 24-mai                               | Clermont-Ferrand                     |                                      |